# Dead or Alive (Band)
Dead or Alive war eine englische Band, die 1978 von Pete Burns, Martin Healey, Phil Hurst und Walter Ogden unter dem Namen Nightmares in Wax in Liverpool gegründet wurde. 1980 erfolgte die Umbenennung in Dead or Alive. Weltbekanntheit erlangte die Band Anfang 1984 mit ihrer Single You Spin Me Round (Like a Record).

## Bandgeschichte
Nach Pete Burns’ Trennung von der Band Mystery Girls gegen Ende 1977 formierte er mit einigen anderen Musikern die Band Nightmares in Wax. Nachdem die Gruppe in der Schwarzen Szene Londons Bekanntheit erlangt hatte, unterschrieb sie einen Plattenvertrag beim Label Inevitable Music und veröffentlichte die Single Birth of a Nation. Kurze Zeit später wurde die Band auf Pete Burns’ Wunsch in Dead or Alive umbenannt, da der Name seiner Meinung nach einen besseren Wiedererkennungswert habe.
Auf den ersten Singles I’m Falling, Number Eleven, It’s Been Hours Now und The Stranger boten Dead or Alive zunächst eine Mischung aus Psychedelic Rock, Post-Punk und Gothic Rock, ehe sie im Sommer 1982 einen Vertrag bei Epic Records unterschrieben und sich stilistisch am Disco-Sound der damaligen Zeit orientierten. Für einige Jahre gehörte auch Wayne Hussey, später bei The Sisters of Mercy und Gründer von The Mission, zur Band.
Im Frühjahr 1984 erschien das Debütalbum Sophisticated Boom Boom. Die LP brachte eine Mischung aus Hi-NRG-Disco und New-Wave-Sound. Etwa zur gleichen Zeit konnte sich auch erstmals mit einigem Erfolg eine ihrer Singles, That’s the Way (I Like It), eine Coverversion des Hits von KC and the Sunshine Band, in den britischen Charts platzieren. Sie entstand unter der Regie von Zeus B. Held (Birth Control). Zu diesem Zeitpunkt bestand die Gruppe nach mehreren Besetzungswechseln neben Burns aus Steve Coy (Schlagzeug), Mike Percy (Bass) und Timothy Lever (Keyboard).
Der große Erfolg stellte sich allerdings erst nach dem Wechsel zum Produzententeam Stock Aitken Waterman ein. Ende 1984 stieg ihre Single You Spin Me Round (Like a Record) in die britischen Charts ein und wurde kurz darauf Spitzenreiter. In den USA wurde ein halbes Jahr später Platz 11 erreicht. Aus dem dazugehörigen Album Youthquake wurden bis Herbst 1985 noch die Singles Lover Come Back to Me, In Too Deep und My Heart Goes Bang ausgekoppelt, die zumindest in Großbritannien noch passable Positionen in den Charts einnehmen konnten.
In dieser Besetzung folgten bis Ende 1989 noch zwei Alben und weitere Singles, die alle jedoch nicht mehr die Top 10 erreichten.
In den 1990er-Jahren ließ Burns mehrere Schönheitsoperationen im Gesicht vornehmen. Die letzten Studioveröffentlichungen waren die Alben Nukleopatra von Oktober 1995 und Fragile aus dem September 2000.
Mitte 2003 erschien ein Best-of-Album der Gruppe mit dem Titel Evolution, auf der auch einige neu eingespielte Versionen ihrer bekannteren Titel vorhanden waren, so unter anderem auch das als Single veröffentlichte You Spin Me Round (Like a Record) ’03.
Gegen Ende 2005 zog Burns in die Promi-Fernseh-WG von Big Brother des britischen Senders Channel 4 ein. Daraufhin wurde die Single You Spin Me Round (Like a Record) Anfang 2006 ein weiteres Mal auf den britischen Markt herausgebracht und schaffte es erneut unter die Top Ten.
Ende April 2006 wurde Burns auf Grund von Verstößen gegen die Bewährungsauflagen aus einer Verurteilung wegen eines Kampfes mit einem ehemaligen Geliebten für ein paar Tage in einem Londoner Gefängnis inhaftiert. Im Mai 2006 erschien seine Autobiographie Freak Unique.
Ende 2011 erklärte Pete Burns schließlich, dass es niemals wieder eine Neuformierung der Band geben würde.
Pete Burns starb am 23. Oktober 2016 im Alter von 57 Jahren an den Folgen eines Herzinfarkts.

## Diskografie

### Studioalben
| Jahr | Titel                                    | Höchstplatzierung, Gesamtwochen, AuszeichnungChartplatzierungen (Jahr, Titel, Platzierungen, Wochen, Auszeichnungen, Anmerkungen) | Höchstplatzierung, Gesamtwochen, AuszeichnungChartplatzierungen (Jahr, Titel, Platzierungen, Wochen, Auszeichnungen, Anmerkungen) | Höchstplatzierung, Gesamtwochen, AuszeichnungChartplatzierungen (Jahr, Titel, Platzierungen, Wochen, Auszeichnungen, Anmerkungen) | Höchstplatzierung, Gesamtwochen, AuszeichnungChartplatzierungen (Jahr, Titel, Platzierungen, Wochen, Auszeichnungen, Anmerkungen) | Anmerkungen                              |
| Jahr | Titel                                    | DE | CH | UK | US | Anmerkungen                              |
| ---- | ---------------------------------------- | --- | --- | --- | --- | ---------------------------------------- |
| 1984 | Sophisticated Boom Boom                  | — | — | UK29 (3 Wo.)UK | — | Erstveröffentlichung: 20. April 1984     |
| 1985 | Youthquake                               | DE24 (10 Wo.)DE | CH10 (7 Wo.)CH | UK9 Gold · (15 Wo.)UK | US31 Gold · (20 Wo.)US | Erstveröffentlichung: 3. Mai 1985        |
| 1987 | Mad Bad and Dangerous to Know            | — | — | UK27 (4 Wo.)UK | US52 (25 Wo.)US | Erstveröffentlichung: 21. November 1986  |
| 1988 | Nude                                     | — | — | — | US106 (9 Wo.)US | Erstveröffentlichung: 18. Dezember 1988  |
| 1990 | Fan the Flame (Part 1)                   | — | — | — | — | Erstveröffentlichung: 13. Dezember 1990  |
| 1995 | Nukleopatra                              | — | — | — | — | Erstveröffentlichung: 21. Oktober 1995   |
| 2000 | Fragile                                  | — | — | — | — | Erstveröffentlichung: 27. September 2000 |
| 2021 | Fan the Flame (Part 2): The Resurrection | — | — | — | — | Erstveröffentlichung: Oktober 2021       |

### Kompilationen
| Jahr | Titel     | Höchstplatzierung, Gesamtwochen, AuszeichnungChartsChartplatzierungen (Jahr, Titel, Platzierungen, Wochen, Auszeichnungen, Anmerkungen) | Anmerkungen                        |
| Jahr | Titel     | US | Anmerkungen                        |
| ---- | --------- | --- | ---------------------------------- |
| 1987 | Rip It Up | US195 (2 Wo.)US | Erstveröffentlichung: 6. Juli 1987 |

Weitere Kompilationen
- 1987: The 12" Tape
- 1993: Star Box
- 1999: You Spin Me Round / Sex Drive
- 2003: Evolution: The Hits
- 2010: That’s the Way I Like It: The Best of Dead or Alive
- 2011: Original Album Classics (Box mit 3 CDs)
- 2016: Sophisticated Boom Box MMXVI (CD-Box-Set mit 17 CDs und 2 DVDs)
- 2020: Dead or Alive: Invincible
- 2023: Let Them Drag My Soul Away: Singles, Demos, Sessions and Live Recordings 1979–1982
- 2024: Still Spinnin': The Singles Collection 1983–2021

### Singles
| Jahr | Titel Album                                          | Höchstplatzierung, Gesamtwochen, AuszeichnungChartplatzierungen (Jahr, Titel, Album, Platzierungen, Wochen, Auszeichnungen, Anmerkungen) | Höchstplatzierung, Gesamtwochen, AuszeichnungChartplatzierungen (Jahr, Titel, Album, Platzierungen, Wochen, Auszeichnungen, Anmerkungen) | Höchstplatzierung, Gesamtwochen, AuszeichnungChartplatzierungen (Jahr, Titel, Album, Platzierungen, Wochen, Auszeichnungen, Anmerkungen) | Höchstplatzierung, Gesamtwochen, AuszeichnungChartplatzierungen (Jahr, Titel, Album, Platzierungen, Wochen, Auszeichnungen, Anmerkungen) | Höchstplatzierung, Gesamtwochen, AuszeichnungChartplatzierungen (Jahr, Titel, Album, Platzierungen, Wochen, Auszeichnungen, Anmerkungen) | Anmerkungen                                                      |
| Jahr | Titel Album                                          | DE | AT | CH | UK | US | Anmerkungen                                                      |
| ---- | ---------------------------------------------------- | --- | --- | --- | --- | --- | ---------------------------------------------------------------- |
| 1983 | Misty Circles –                                      | — | — | — | UK100 (1 Wo.)UK | — | Erstveröffentlichung: Mai 1983                                   |
| 1983 | What I Want –                                        | — | — | — | UK88 (3 Wo.)UK | — | Erstveröffentlichung: August 1983                                |
| 1984 | I’d Do Anything –                                    | — | — | — | UK79 (5 Wo.)UK | — | Erstveröffentlichung: Januar 1984                                |
| 1984 | That’s the Way (I Like It) Sophisticated Boom Boom   | — | — | — | UK22 (10 Wo.)UK | — | Erstveröffentlichung: März 1984                                  |
| 1984 | What I Want ’84 –                                    | — | — | — | UK87 (2 Wo.)UK | — | Erstveröffentlichung: April 1984                                 |
| 1984 | You Spin Me Round (Like a Record) Youthquake         | DE2 Gold · (16 Wo.)DE | AT10 (12 Wo.)AT | CH1 (14 Wo.)CH | UK1 Platin · (25 Wo.)UK | US11 (18 Wo.)US | Erstveröffentlichung: Juni 1984                                  |
| 1985 | Lover Come Back to Me Youthquake                     | DE21 (12 Wo.)DE | — | CH5 (10 Wo.)CH | UK11 (8 Wo.)UK | US75 (7 Wo.)US | Erstveröffentlichung: April 1985                                 |
| 1985 | In Too Deep Youthquake                               | DE61 (4 Wo.)DE | — | — | UK14 (9 Wo.)UK | — | Erstveröffentlichung: Juni 1985                                  |
| 1985 | My Heart Goes Bang (Get Me to the Doctor) Youthquake | — | — | — | UK23 (6 Wo.)UK | — | Erstveröffentlichung: August 1985                                |
| 1986 | Brand New Lover Mad, Bad and Dangerous to Know       | — | — | — | UK31 (4 Wo.)UK | US15 (22 Wo.)US | Erstveröffentlichung: September 1986                             |
| 1987 | Something in My House Mad, Bad and Dangerous to Know | — | — | — | UK12 (7 Wo.)UK | US85 (6 Wo.)US | Erstveröffentlichung: Dezember 1986                              |
| 1987 | Hooked On Love Mad, Bad and Dangerous to Know        | — | — | — | UK69 (2 Wo.)UK | — | Erstveröffentlichung: März 1987                                  |
| 1987 | I’ll Save You All My Kisses –                        | — | — | — | UK78 (3 Wo.)UK | — | Erstveröffentlichung: September 1987                             |
| 1988 | Turn Around and Count 2 Ten Nude                     | — | — | — | UK70 (3 Wo.)UK | — | Erstveröffentlichung: August 1988                                |
| 1989 | Come Home with Me Baby Nude                          | — | — | — | UK62 (3 Wo.)UK | US69 (8 Wo.)US | Erstveröffentlichung: Mai 1989                                   |
| 1994 | Rebel Rebel –                                        | — | — | — | UK76 (1 Wo.)UK | — | Erstveröffentlichung: Juni 1994 als International Chrysis        |
| 2003 | You Spin Me Round 2003 Evolution: The Hits           | DE96 (2 Wo.)DE | — | — | UK23 (3 Wo.)UK | — | Erstveröffentlichung: März 2003                                  |
| 2003 | Begin to Spin Me Round Neon Nights                   | DE37 (5 Wo.)DE | — | — | — | — | Erstveröffentlichung: März 2003 Dannii Minogue vs. Dead or Alive |
| 2006 | You Spin Me Round 2006 –                             | — | — | — | UK5 (11 Wo.)UK | — | Erstveröffentlichung: Januar 2006                                |

Weitere Singles
- 1980: I’m Falling
- 1981: Number Eleven
- 1982: It’s Been Hours Now
- 1982: The Stranger
- 1984: Mighty Mix
- 1987: Rip It Up (Flip Out Mix)
- 1988: Son of a Gun
- 1988: I Cannot Carry On
- 1989: Baby Don’t Say Goodbye
- 1990: Your Sweetness Is Your Weakness
- 1991: Been Gone 2 Long
- 1991: Unhappy Birthday
- 1997: Sex Drive
- 2000: Hit and Run Lover
- 2000: Turn Around and Count to Ten [Dead or Alive 2000Mixes]

## Auszeichnungen für Musikverkäufe
| Goldene Schallplatte - Italien - 2021: für die Single You Spin Me Round (Like a Record) - Kanada - 1985: für die Single You Spin Me Round (Like a Record) | Platin-Schallplatte - Kanada - 1985: für das Album Youthquake - Neuseeland - 2023: für die Single You Spin Me Round (Like a Record) |

Anmerkung: Auszeichnungen in Ländern aus den Charttabellen bzw. Chartboxen sind in ebendiesen zu finden.
| Land/RegionAuszeichnungen für Musikverkäufe (Land/Region, Auszeichnungen, Verkäufe, Quellen) | Gold     | Platin     | Verkäufe | Quellen           |
| -------------------------------------------------------------------------------------------- | -------- | ---------- | -------- | ----------------- |
| Deutschland (BVMI)                                                                           | Gold1    | —          | 300.000  | musikindustrie.de |
| Italien (FIMI)                                                                               | Gold1    | —          | 35.000   | fimi.it           |
| Kanada (MC)                                                                                  | Gold1    | Platin1    | 150.000  | musiccanada.com   |
| Neuseeland (RMNZ)                                                                            | —        | Platin1    | 30.000   | radioscope.co.nz  |
| Vereinigte Staaten (RIAA)                                                                    | Gold1    | —          | 500.000  | riaa.com          |
| Vereinigtes Königreich (BPI)                                                                 | Gold1    | Platin1    | 800.000  | bpi.co.uk         |
| Insgesamt                                                                                    | 5× Gold5 | 3× Platin3 |          |                   |